# 南益集团
南益集团由著名华人企业家李光前在1928年创建。南益集团现已发展成集合树胶、黄梨、食品、地产等产业的华人公司。其总部位于新加坡。

## 集团总部
南益集团总部位于新加坡華僑銀行总行华厦第44层。华厦位于新加坡河畔。

## 创立背景
- 南益集团创始人李光前还在谦益公司任职时，购买了麻坡一块因荒僻老虎出没而无人问津的圜丘，翌年公路修通，地价飞涨。1928年以40万叻元出卖该地，同年8月，李光前即以这笔钱与襟弟林忠国合股创建南益树胶公司（LEE RUBBER（SELANGOR）SDN.BHD.）。麻坡“虎咬地”成了南益的发祥地。
- 1927年李光前在麻坡租用一间烟房，开始自熏烟片兼做树胶买卖。1928年8月签租林义顺（林忠国之父）抵押给银行的橡胶厂及机器设备，此时的南益拥有了自己的树胶厂。同年8月8日，南益树胶公司（LEE RUBBER（SELANGOR）SDN.BHD）才挂牌成立。

## 发展过程

### 初创时期
1928年8月李光前与其襟弟林忠国合股创建南益橡胶公司（LEE RUBBER（SELANGOR） SDN.BHD.）。

### 发展时期
- 1930年李光前与林忠国合股在柔佛收购南洋黄梨厂，创立南益黄梨公司,（LEE PINEAPPLE CO.LTD）第二次世界大战以后，直至南益第二代接班人时，南益每年出口的黄梨罐头超过100万箱占大马黄梨年出口量的一半以上，李光前次子李成智续李光前之后也被称为“黄梨大王”。
- 1931年，李光前将南益树胶公司，（LEE RUBBER（SELANGOR SDN.BHD））改组为南益树胶有限公司（LEE RUBBER CO. LTD.）
- 1934年李光前在生产管理和技术生产方面完成了一系列革新。到第二次世界大战前夕，马来西亚、泰国、印度尼西亚已拥有橡胶园、黄梨园3万英亩，分厂和分行30余家。
- 李光前在扩展橡胶、黄梨、业务的同时又发展油业（LEE OILMILLS SDN.BHD.）、饼干（LEE BISCUITS PTE.LTD.）、森工、彩印、种植、建筑、房地产等企业。

### 腾飞时期
- 第二次世界大战后，1946年李光前长子李成义从美国宾夕法尼亚大学毕业回到新加坡进入南益集团，随后韩战爆发，橡胶价格暴涨，南益胶业年贸易量占当是世界胶业年贸易量的四分之一，李成义续其父之后被誉为“橡胶大王”。
- 1954年李光前退休，由其长子李成义续任南益集团总裁。
- 南益集团在新加坡大东方人寿保险公司拥有巨额股份。

## 企业文化
- “南益精神”：诚实、信用、严明、谨慎
- 南益集团经营理念：

客户是我们的朋友；

量是我们的价值；

持续发展是我们的目标；

人才是我们的珍宝。

- 南益公司对员工实行终身雇佣制度，并以每年盈利的20%给全公司职员分红，还创设雇员公积金制度，以解决职工的医疗、养老、住房等问题。

## 慈善事业
- 李光前于1952年3月20日在新加坡创立李氏基金，作为专事文教慈善事业的永久基金。1960年、1965年又依次在马来亚、英屬香港设立机构。1964年，李光前又将其名下的南益股份（即南益总股份的48%）全部捐献给李氏基金，从1952年到1967年李氏基金共拨出一千余万叻元作为慈善。

## 外部連結
Template:新加坡企業